# Óscar Moncada
Óscar Moncada (* 8. August 1977) ist ein honduranischer Fußballschiedsrichter.
Moncada leitet seit vielen Jahren Spiele in der Liga Nacional de Fútbol Profesional de Honduras.
Seit 2008 ist er FIFA-Schiedsrichter und leitet internationale Fußballspiele.
Moncada wurde bislang bei drei CONCACAF Gold Cups eingesetzt. Er leitete ein Gruppenspiel beim Gold Cup 2009, ein Gruppenspiel und das Spiel um Platz 3 zwischen den Vereinigten Staaten und Kanada (1:1 n. V., 2:3 i. E.) beim Gold Cup 2015 sowie ein Gruppenspiel und ein Viertelfinale beim Gold Cup 2017.
Zudem leitete Moncada Spiele in der CONCACAF Champions League (12 Partien), in der CONCACAF Nations League, in der CONCACAF League, in der CONCACAF-Qualifikation für die Weltmeisterschaft 2018 in Russland und die Weltmeisterschaft 2022 in Katar (sechs Spiele) sowie Freundschaftsspiele.
Am 25. April 2018 pfiff Moncada das Final-Rückspiel der CONCACAF Champions League 2018 zwischen Deportivo Guadalajara und Toronto FC (Hinspiel 2:1, Rückspiel 1:2, 4:2 i. E.).